# نعومي فونتين
نعومي فونتين (بالإنجليزية: Naomi Fontaine)‏ (29 سبتمبر 1987 في كندا)؛ روائية كندية.

## روابط خارجية
- نعومي فونتين على موقع IMDb (الإنجليزية)